# Rivière Maine
Rivière Maine är ett vattendrag i Kanada.   Det ligger i provinsen Québec, i den sydöstra delen av landet, 500 km nordväst om huvudstaden Ottawa.
Runt Rivière Maine är det mycket glesbefolkat, med 4 invånare per kvadratkilometer.